# الامو (نوادا)
الامو، نوادا (به انگلیسی: Alamo, Nevada) یک منطقهٔ مسکونی در ایالات متحده آمریکا است که در نوادا واقع شده‌است.

## خصوصیات
الامو ۷۸٫۴ کیلومترمربع مساحت و ۱٬۰۸۰ نفر جمعیت دارد و ۱٬۰۵۱٫۲۷ متر بالاتر از سطح دریا واقع شده‌است.